# Rue de l'Arcade (Charenton-le-Pont)
Pour les articles homonymes, voir Rue de l’Arcade.
La rue de l’Arcade est une voie de Charenton-le-Pont, en France.

## Situation et accès
Elle relie l’avenue de la Liberté au no 5 quai de Bercy et communique également avec le pont Nelson-Mandela à Charenton-le-Pont.
Elle est accessible par la station de métro Liberté de la ligne 8.

## Origine du nom
La voie doit son nom à l’arcade d’un ponceau en pierres qui l’enjambait, créé en 1786 pour relier deux parties de la  propriété de l’archevêque de Paris Antoine-Éléonor-Léon Leclerc de Juigné, à l’est le château de Conflans, à l’ouest son jardin potager qui s’étendait jusqu’à l’emplacement de l’actuelle rue du Port-aux-Lions. Ce ponceau fut détruit en 1843.

## Historique

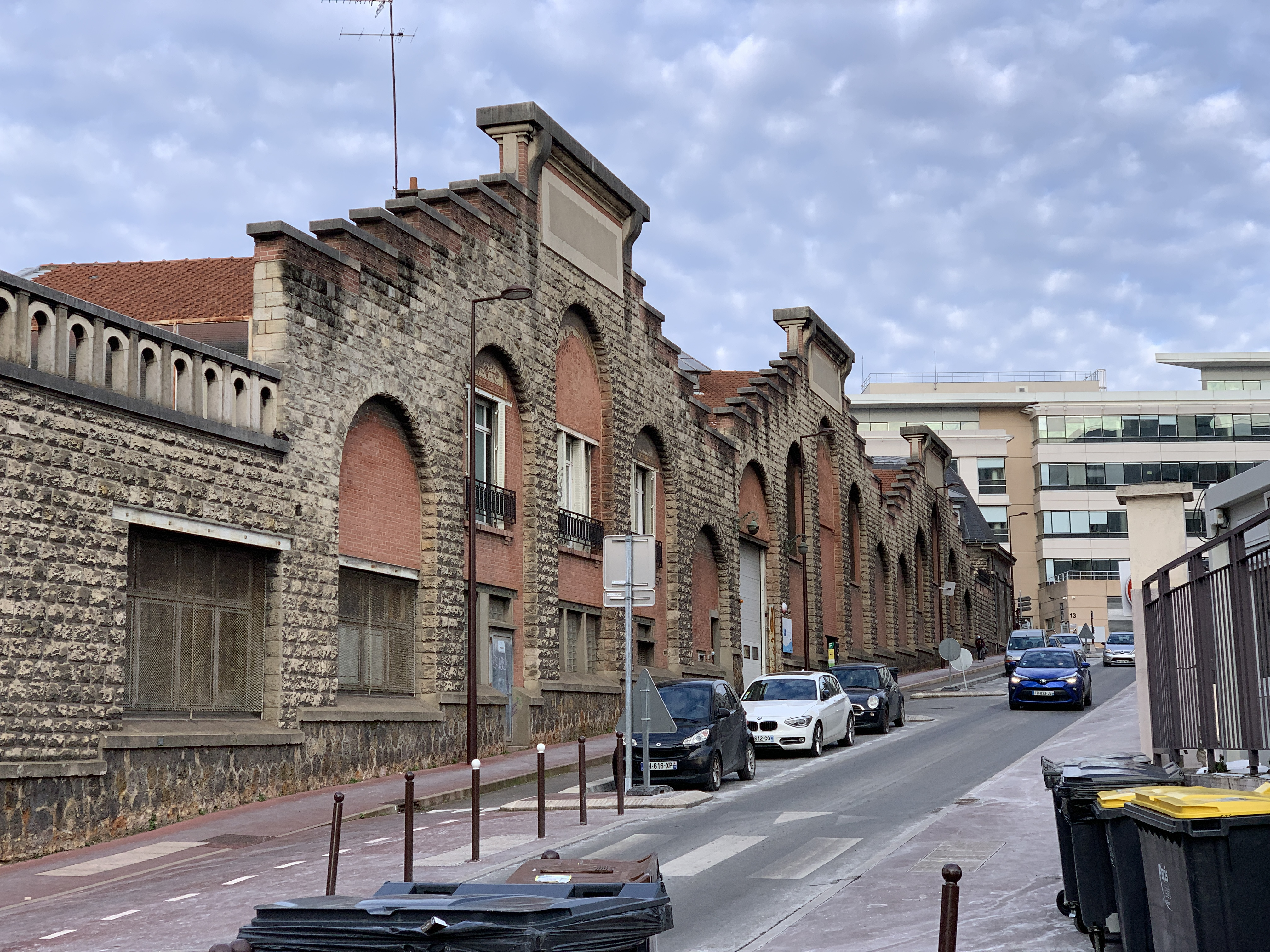
Entrepôt des Établissements Byrrh.

La rue est l’ancien « chemin des Meules » qui aboutissait au port aux Meules sur la rive de la Seine, ainsi nommé parce que l’on y chargeait des meules (pierres) en provenance des carrières. Ce chemin formait la limite des domaines des châteaux de Bercy et de Conflans jusqu’en 1785. A cette date l'archevêque de Paris achète une parcelle du parc de Bercy à l’ouest du chemin pour y établir un jardin potager.
De 1790 à 1859, la rue formait la limite des communes de Charenton et de Bercy, avant la suppression de celle-ci en 1860 et le  rattachement à Charenton de la partie du territoire de l’ancienne commune à l’extérieur de l’enceinte fortifiée de Paris.
Avant le prolongement en 1892 de l’avenue de la Liberté jusqu’au pont de Conflans (remplacé en 1974 par l'un des deux ponts Nelson-Mandela), la rue aboutissait au no 18 de cette avenue qui était au-delà une impasse donnant accès au château de Conflans (à l’emplacement de l’actuelle rue du Séminaire-de-Conflans).
Elle était bordée jusque dans les années 1970 par des entrepôts et installations vinicoles dont il reste les bâtiments des anciens entrepôts des établissements Byrrh.
La rue de l’Arcade était une voie secondaire devenue un axe de transit en sens unique lors de son rattachement en 1974 au pont aval Nelson-Mandela.

## Bâtiments remarquables et lieux de mémoire
- Anciens entrepôts des établissements Byrrh construits de 1916 à 1919, actuellement garages de l’Assistance publique de Paris.
- Au no 7, la synagogue Beth Hamidrach Ben Avraham[5],[6].

## Pour approfondir